# Mitsue Aoki
Mitsue Aoki (japonès: 青木光恵)  (Amagasaki, 24 de febrer de 1969) és un mangaka japonès, més conegut per la sèrie de manga Koume-chan ga Iku (小ume-chan ga go!!, Here Comes Koume!!) que va ser adaptada a una sèrie d'anime de 12 episodis per l'estudi Gainax!.

## Obra
- Makoto The Speed Player Special - Història de Kosugi Aya
- Subete wa Moteru Tame de Aru (It's All For Being Attractive) - Història de Hitoshi
- Aoki Tsushin (The Aoki Report)[2]
- Sasami Street
- Koume-chan ga Iku!! (Here Comes Koume!)[3]
- Chouhatsu MUGENDAI (Infinite Provocation)[4]
- Onna no Ko ga Suki (I Like Girls)
- Wakakusa Gakuen Kotobu (Wakakusa Academy High School)
- Etchimono (Naughty Things)
- Pasokon no Mitsue-chan (Mitsue at the PC)
- Yamada-kun to Sono Tsuma-gimi (Yamada and Wife)
- Kisekaegokko (Playing Dress-Up)
- Mitsue-chan ga Iku!! (Here Comes Mitsue!)
- Tonari no Shibafu wa (The Grass Is Greener)